# Parco nazionale delle Great Smoky Mountains
Il parco nazionale delle Great Smoky Mountains è un'area naturale protetta che comprende le Great Smoky Mountains e parte dei monti Blue Ridge, che fanno parte dei monti Appalachi. Il confine tra Tennessee ad ovest e Carolina del Nord ad est corre lungo la linea mediana del parco.
Venne istituito dal Congresso degli Stati Uniti nel 1934 ed ufficialmente aperto dal presidente Franklin Delano Roosevelt nel 1940. Copre 2.110 km² (1.120 nella Carolina del Nord e 990 nel Tennessee), il che lo rende uno dei parchi più estesi degli Stati Uniti orientali. L'entrata principale del parco si trova lungo la U.S. Route 441 (Newfound Gap Road), tra le città di Gatlinburg (Tennessee) e Cherokee (Carolina del Nord).
Con 9,3 milioni di visitatori nel 2006, è il parco nazionale più visitato degli Stati Uniti.

## Caratteristiche naturali
L'altitudine del parco varia tra 250 e 2.000 metri sul livello del mare, e la punta più alta è rappresentata dal Clingmans Dome. All'interno del parco vi sono ben 16 montagne che superano i 1.800 metri.
L'estrema varietà d'altitudini simula tutte le latitudini dell'est degli Stati Uniti. Scalare una montagna è paragonabile ad un viaggio dal Tennessee al Canada. Numerose specie animali e vegetali del Nordest statunitense hanno trovato una perfetta nicchia ecologica ad alta quota, mentre le specie del sud abitano le pianure.
Durante l'ultima glaciazione, l'orientamento degli Appalachi ha permesso a molte specie di migrare a sud lungo i pendii. Con il riscaldamento del clima molte specie settentrionali sono tornate nel loro habitat naturale, mentre quelle meridionali si sono espanse.
Normalmente il parco ha un'umidità molto elevata e precipitazioni che variano dai 1.400 mm l'anno nelle vallate ai 2.200 dei picchi. È la zona più piovosa degli Stati Uniti, se escludiamo il nord-est e l'Alaska. Buona parte del parco ha un clima umido continentale, a differenza delle zone circostanti che sono di tipo umido subtropicale. Le foreste ricoprono il 95% del parco, di cui circa un quarto di foresta equatoriale con alberi risalenti a prima della colonizzazione europea. È uno dei più grandi esempi di foresta equatoriale di tipo deciduo con clima temperato dell'America settentrionale.

### Flora e fauna
L'ampiezza dell'altitudine, le abbondanti precipitazioni e la presenza della foresta dona al parco un'incredibile ricchezza di biota. Circa 10.000 specie di piante ed animali sono le specie riconosciute nel parco, e si stima che altre 90.000 siano al momento non documentate ma presenti. Nelle foreste delle pianure si trovano alberi decidui. A grandi altezze le foreste decidue lasciano il posto alle conifere, come l'abete di Fraser. Il parco ha oltre 1.400 di piante che fioriscono ed oltre 4000 che non lo fanno.
Il conteggio ufficiale del parco riporta più di 200 specie d'uccelli, 66 di mammiferi, 50 di pesci, 39 di rettili e 43 d'anfibi. Il parco ha una folta popolazione di orsi neri baribal, almeno 1.800. Nel 2001 sono stati reintrodotti i cervi wapiti.

## Attrazioni ed attività

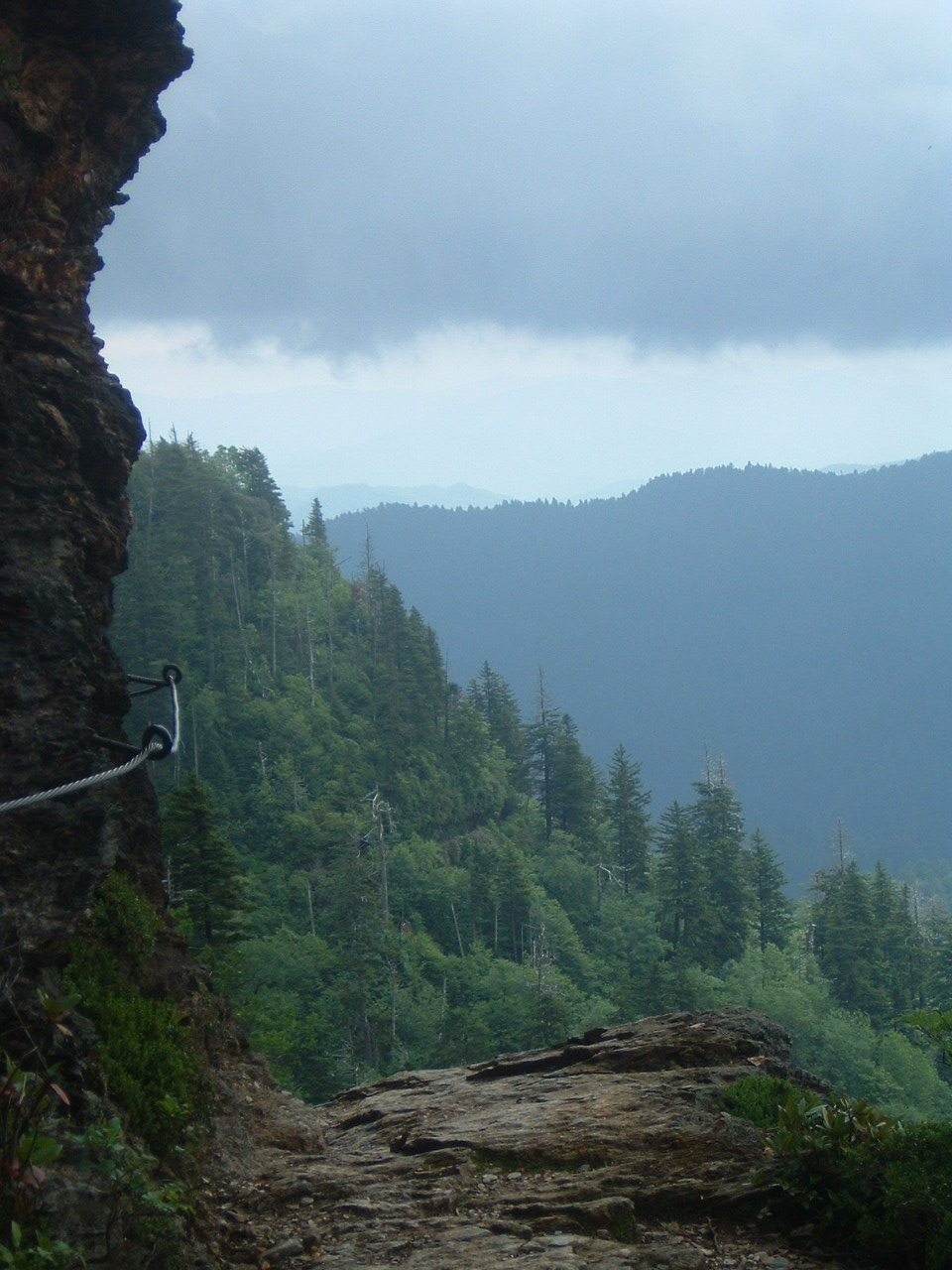
L'Alum Cave Bluffs Trail in cima al Monte LeConte fornisce ottimi panorami delle Great Smoky Mountains

Il parco nazionale delle Great Smoky Mountains è una delle principali attrazioni turistiche della regione; oltre nove milioni di turisti e 11 milioni di viaggiatori hanno attraversato il parco nel 2003, il doppio d'ogni altro parco nazionale. Le città circostanti, soprattutto Gatlinburg, Pigeon Forge, Sevierville, e Townsend (Tennessee) e Cherokee, Sylva, Maggie Valley e Bryson City, (nella Carolina del Nord) devono buona parte degli incassi al turismo attirato dal parco.
I due principali Centri Visitatori del parco sono il Sugarlands (vicino all'entrata di Gatlinburg) e l'Oconaluftee (nei pressi di Cherokee). Queste stazioni di ranger hanno sale dedicate alla vita selvaggia, alla geologia e alla storia del parco.
L'U.S. Route 441 taglia in due il parco, fornendo un accesso automobilistico a molti sentieri e panorami. Ad un'altezza di 1.539 m si trova il più basso passo delle montagne, vicino al centro del parco, sul confine Tennessee/North Carolina, a metà strada tra Gatlinburg e Cherokee. Fu qui che nel 1940, dal Rockefeller Memorial, Franklin Delano Roosevelt inaugurò il parco nazionale. Nei giorni sereni la Newfound Gap offre le viste migliori del parco.
Il parco contiene numerose attrazioni storiche. La meglio conservata (nonché la più famosa) è Cades Cove, una vallata con numerosi edifici storici tra cui capanne di legna, granai e chiese. Cades Cove è l'attrazione più visitata del parco, che a sua volta è il più visitato d'America. I giri in auto o bici mostrano la vita antica della zona sud degli Appalachi.

### Escursionismo

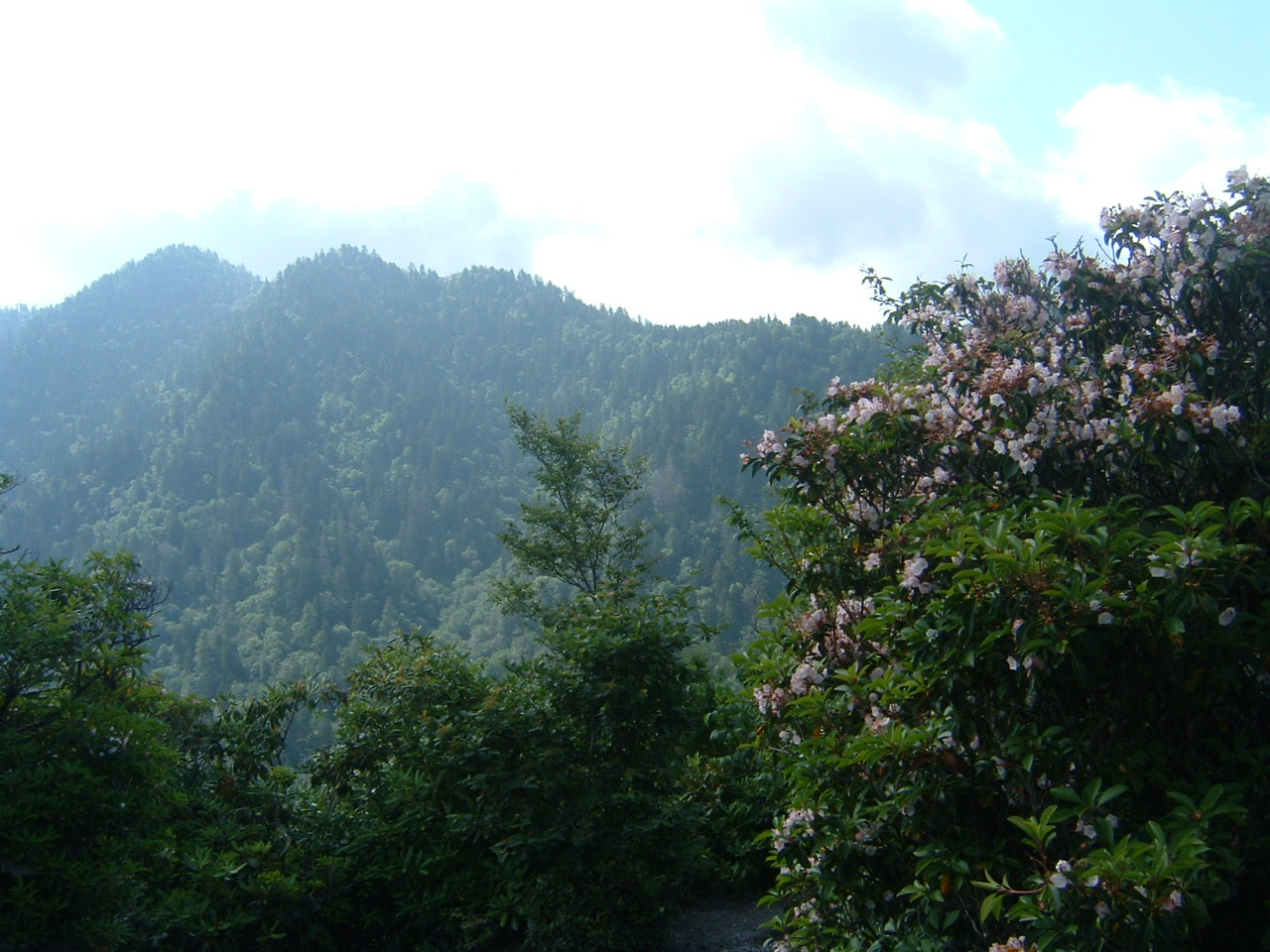
Il Chimney Tops è una destinazione classica per gli escursionisti

Il parco comprende 110 chilometri dell'Appalachian Trail, oltre a 1.368 km di sentieri sterrati ideali per l'escursionismo. Il Monte Le Conte, con i suoi 2.009 m, è la terza cima del parco e, misurata dalla base al picco, è la più alta ad est del Mississippi. L'Alum Cave Trail, la più trafficata delle cinque strade del parco, regala viste panoramiche ed attrazioni naturali (ad esempio Alum Cave Bluffs e Arch Rock) per gli escursionisti che vogliono passare la notte alla locanda LeConte Lodge (chiuso in inverno), posizionato nei pressi della cima.
Questa sistemazione è accessibile solo a piedi, ed è l'unica privata all'interno del parco. Un altro famoso sentiero porta alle cime Chimney che prendono il nome dalla cima a due punte. Per coloro che cercano un percorso più accessibile, si può provare il sentiero delle cascate Laurel o quello del Clingman's Dome. Le cascate Laurel sono alte 24 metri, mentre il sentiero del Clingman's Dome Trail conduce ad una collina di 20 metri che, nei giorni sereni, permette di vedere chilometri di montagne tra il Tennessee e la Carolina del Nord.
Oltre alle possibilità d'escursionismo diurno il parco offre campeggi, soprattutto nei vari rifugi che si trovano lungo il sentiero degli Appalachi. I punti per campeggiare sono sparsi su tutto il territorio ma, per il loro utilizzo, è necessario un permesso che, normalmente, vale per una notte sola.

### Altre attività
Dopo l'escursionismo la pesca è l'attività più popolare del parco, nonostante la sua pratica sia rigorosamente regolamentata. Anche l'equitazione (permessa su percorsi limitati) ed il ciclismo (con possibilità di noleggio bici) sono attività svolte nel parco.

## Storia umana

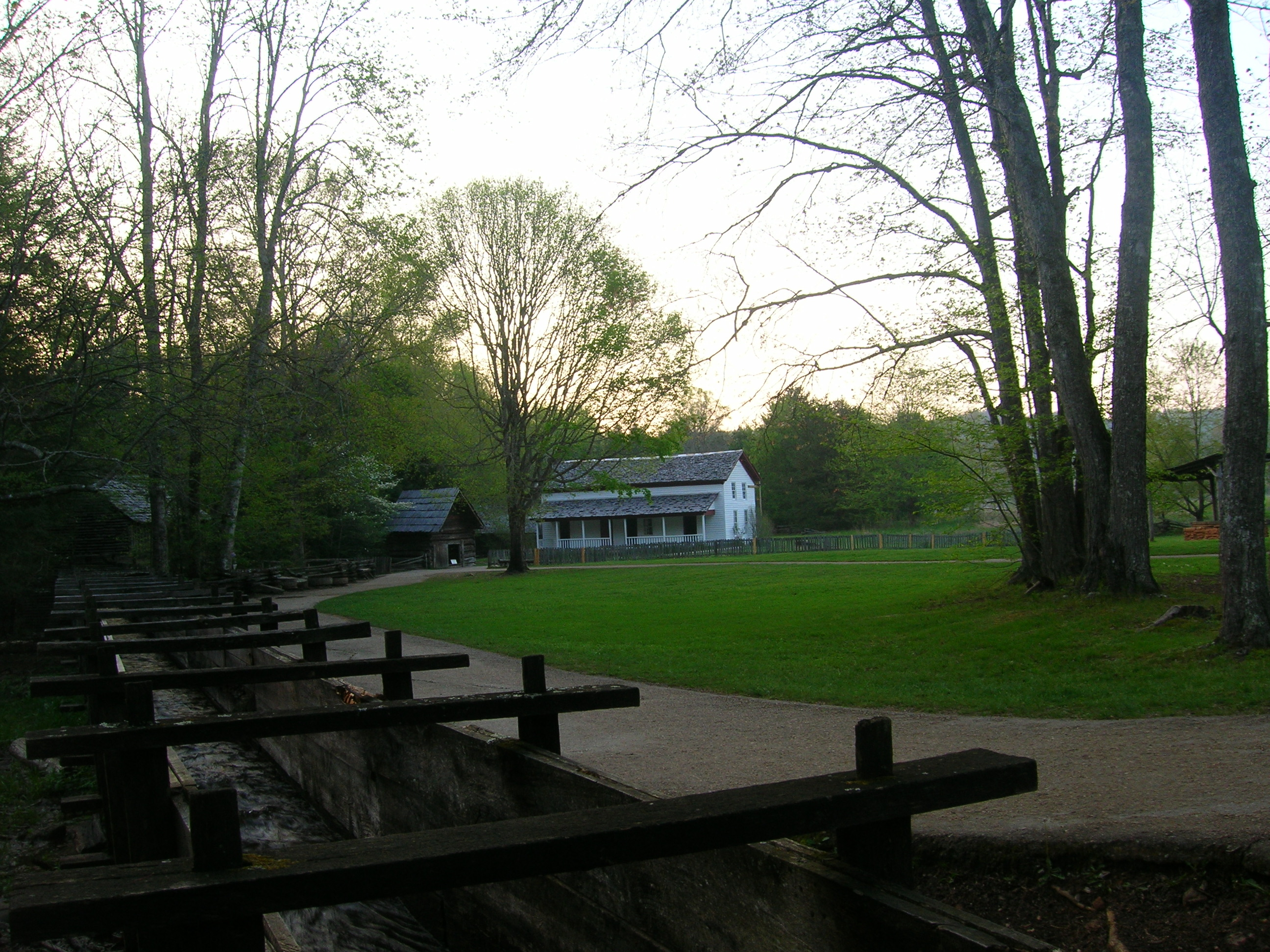
La fattoria di John Cable a Cades Cove

Prima dell'arrivo dei coloni europei, la regione ospitava gli indiani Cherokee. I bianchi iniziarono ad insediarsi a cavallo tra il diciottesimo ed il diciannovesimo secolo. Nel 1830 il presidente Andrew Jackson firmò l'Atto di rimozione degli indiani, iniziando il processo che alla fine provocò la rimozione forzata di tutte le tribù indiane dall'est del Mississippi a quello che ora è l'Oklahoma. Molti Cherokee se ne andarono ma alcuni, guidati dal capo guerriero Tsali, si nascosero tra le Great Smoky Mountains. Alcuni discendenti ancora vivono nella riserva Qualla, nella parte meridionale del parco.
Non appena i bianchi si stabilirono qui, l'industria del legname divenne la più fiorente della regione. Il taglio indiscriminato della foresta stava distruggendo la bellezza naturale della zona; turisti ed abitanti fecero una raccolta fondi al fine di preservarne l'aspetto. Il National Park Service voleva a tutti i costi un parco negli Stati Uniti orientali, ma non voleva spendere troppi soldi per fondarne uno. Nonostante il Congresso avesse autorizzato il parco nel 1926, i terreni non erano di proprietà dello Stato, il che ne impediva la creazione. John Davison Rockefeller Jr. contribuì con cinque milioni di dollari, il governo ne aggiunse altri due, e gli abitanti fecero il resto. Il parco venne sancito il 15 luglio 1934. Durante la Grande depressione il Civilian Conservation Corps, il Works Progress Administration, ed altre organizzazioni federali costruirono sentieri, torrette antincendio ed altre infrastrutture per migliorare il parco.
Il parco venne nominato Riserva della biosfera nel 1976, e patrimonio dell'umanità dell'UNESCO nel 1983.

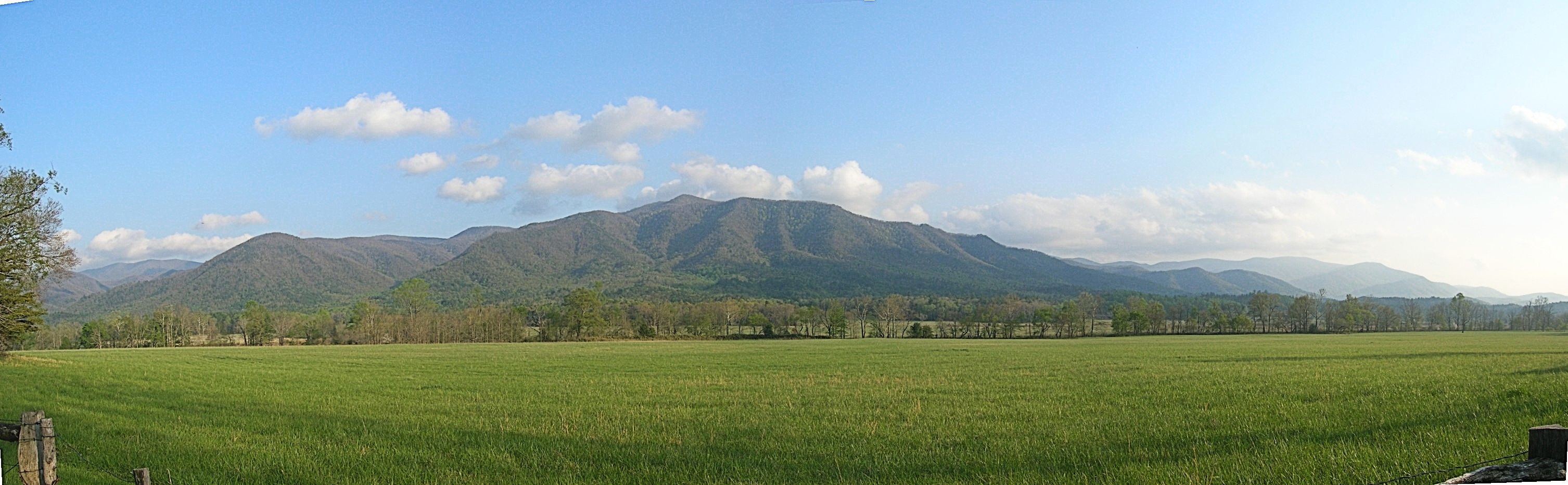
Panorama di Cades Cove